# フロリアン・ミュラー (1997年生のサッカー選手)
フロリアン・ミュラー（Florian Müller, 1997年11月13日 - ）は、ドイツ・ザールラント州・ザールルイ出身のサッカー選手。SCフライブルク所属。ポジションはGK。

## 経歴
2015-16シーズンのブンデス3部でヤニック・フートに代わってポジションを掴む。翌シーズンからはトップチームのスカッドに登録された。
2017-18シーズンのブンデスリーガ第26節シャルケ04戦で、負傷離脱しているレネー・アードラーの代役としてトップチームデビュー。その後はアードラーからポジションを奪った。
2020年9月15日、SCフライブルクへの1年間の期限付き移籍が発表された。
2021年6月16日、VfBシュトゥットガルトへ2025年6月までの4年契約で完全移籍することが発表された。
2021年の東京オリンピックではドイツ代表のメンバーに選出され、グループステージ全試合に正GKとして出場するもチームは敗退となった。
2023年6月26日、古巣SCフライブルクへの完全移籍が決定した。